# Żabikowo (przystanek kolejowy)
Żabikowo − dawny wąskotorowy kolejowy przystanek osobowy w Żabikowie, w Polsce, w województwie wielkopolskim, w powiecie średzkim, w gminie Środa Wielkopolska. Należał do Średzkiej Kolei Powiatowej. Znajdował się na bocznej odnodze linii kolejowej ze Środy Wielkopolskiej Miasto do Zaniemyśla, w kierunku Jaszkowa. Ruch na odgałęzieniu został zamknięty w 1975 roku.